# Saxon
Saxon je angleška heavy metal skupina, ustanovljena leta 1977 v Yorkshireu. Nastali so v času tako imenovanega New Wave of British Heavy Metal (Novi val angleškega heavy metala - NWOBHM). Med letoma 1980 in 1987 so postali slavni po celotni Evropi, prav tako pa tudi v ZDA in na Japonskem, kar je razvidno iz števila prodanih albumov in uspešnosti turnej. V celotni svoji zgodovini so prodali preko 10 milijonov albumov, vplivali pa so na skupine, kot so Metallica, Megadeth, Mötley Crue in Ratt.

## Zgodovina
Skupina je nastala leta 1977, prvi večji album z naslovom Wheels of Steel pa so izdali že leta 1980. Poleg tega albuma je izšlo takrat tudi več njihovih singlov. Imeli so tudi turnejo z Ozzyjem Osbournom po Evropi, kar je še povečalo njihovo prepoznavnost. Leta 1982 so izdali album The Eagle Has Landed, ki je vseboval pesmi posnete med turnejo. V Ameriki so imeli turnejo med drugim tudi z Metallico, v Los Angelesu pa so razprodali več koncertov. Leta 1983 so z izidom albuma Power & the Glory postali vodilna skupina NWOBHM, skupaj z Iron Maiden in Judas Priest. V Los Angelesu so samo v prvem tednu prodali 15 tisoč izvodov. Leta 1984 so svoj uspeh ponovili z albumom Crusader. Leta 1985 so za založbo dobili EMI, kar pa ni prineslo uspeha, saj so postali bolj komercialni. Takrat so celo izgubili basista in so v studiu snemali brez basa. Pozneje so našli zamenjavo za novo turnejo, zapustili pa so tudi EMI in se pridružili Virgin Records. Z njimi so do leta 2000 posneli pet studijskih albumov.

## Diskografija
1. Saxon (1979)
2. Wheels of Steel (1980)
3. Strong Arm of the Law (1980)
4. Denim and Leather (1981)
5. Power & the Glory (1983)
6. Crusader (1984)
7. Innocence Is No Excuse (1985)
8. Rock the Nations (1986)
9. Destiny (1988)
10. Solid Ball of Rock (1990)
11. Forever Free (1992)
12. Dogs of War (1995)
13. Unleash the Beast (1997)
14. Metalhead (1999)
15. Killing Ground (2001)
16. Lionheart (2004)
17. The Inner Sanctum (2007)
18. Into the Labyrinth (2009) [1]
19. Call to Arms (2011)
20. Sacrifice (2013)
21. Battering Ram (2015)
22. Thunderbolt (2018)
23. Inspirations (2021)
24. Carpe Diem (2022)
25. Hell, Fire and Damnation (2024)